# Јањићки Врх
Јањићки Врх је насељено мјесто у граду Зеници, Босна и Херцеговина.

## Становништво
|             | 2013.      | 1991.       | 1981.        | 1971.        |
| Укупно      | 7 (100,0%) | 70 (100,0%) | 143 (100,0%) | 264 (100,0%) |
| Бошњаци     | 7 (100,0%) | –           | –            | 1 (0,379%)1  |
| Срби        | –          | 68 (97,14%) | 142 (99,30%) | 262 (99,24%) |
| Хрвати      | –          | 1 (1,429%)  | 1 (0,699%)   | 1 (0,379%)   |
| Југословени | –          | 1 (1,429%)  | –            | –            |

1. 1 На пописима од 1971. до 1991. Бошњаци су пописивани углавном као Муслимани.